# Saint Peter Basseterre
Saint Peter Basseterre é uma paróquia de São Cristóvão e Neves localizada na ilha de São Cristóvão. Sua capital é a cidade de Monkey Hill Village.